# Convento de Santa Eufémia
O Convento de Santa Eufémia está situado no lugar do Convento na freguesia de Ferreira de Aves.
Foi, até 1891, um convento beneditino feminino, de clausura.